# گرنادین‌ها
گرنادین‌ها (به لاتین: Grenadines) رشته جزیره‌هایی هستند که بخشی از سنت وینسنت و گرنادین‌ها و گرنادا هستند. ۳۲ جزیره و صخره ساحلی سنت وینست و گرنادین‌ها را تشکیل می‌دهند. نه تا مسکونی هستند از جمله جزیره اصلی سنت وینسنت و جزایر یانگ، بکیا، ماستیک، یویون، میرو، پتی سینت وینسنت و پام.

## خصوصیات
گرنادین‌ها ۸۶ کیلومترمربع مساحت دارد.